# Three Mills Wall River
Der Three Mills Wall River ist ein Wasserlauf im London Borough of Newham. Er ist ein Teil der Bow Back Rivers. Er zweigt vom Waterworks River ab und fließt in südlicher Richtung bis zu seiner Mündung in den River Lea.